# Better the Devil You Know (canção de Sonia)
Better the Devil You Know (tradução portuguesa: "Mais vale um mal conhecido") foi a canção que representou o Reino Unido através da BBC no Festival Eurovisão da Canção 1993 que teve lugar em Millstreet, na Irlanda.
Foi interpretada em inglês por Sonia. Na noite do festival foi a 19.ª a ser interpretada, a seguir à canção bósnia e antes da canção holandesa "Vrede", cantada por Ruth Jacott. Terminou a competição em segundo lugar, com 164 pontos.

## Seleção interna
Sonia que já tinha obtido um sucesso que foi nº 1 no top britânico foi a intérprete escolhida para representar o Reino Unido naquele ano e então cantou as oito canções na final britânica chamada A Song for Europe. A canção selecionada foi a quinta que ela cantou e obteve o apoio de 150.000 espetadores.

## Autores
- Letra:  Red and Collinson
- Compositor:  "Red" (Brian Teasdale) and Dean Collinson
- Orquestrador: Nigel Wright

## Letra
A canção é um retro rock 'n' roll com um ambiente da anos 50. Sonia conta como é o seu amor com o seu namorado, desejando que ele não magoe, porque o seu amor é verdadeiro. Por ele venderia o seu "coração e alma" para obter o seu amor incondicional mo regresso, raciocinando que é melhor uma partilha com "um mal conhecido" (o namorado com os seus defeitos) em vez de um "mal que tu não conheces (um outro namorado). Comentando a canção, Collinson referiu que ele tinha escrito aquela canção numa tentativa de recriar a canção "Wake Me Up Before You Go-Go"' dos Wham!.

## Vendas
Depois do Eurovisão, a canção alcançou o n.º 15 do UK Singles Chart e esteve por sete semanas naquele top.

## Formatos e lista de faixas
Cassette Single
1. "Better The Devil You Know" - 2:36
2. "Not What I Call Love" - 4:08

CD Single
1. "Better the Devil You Know" - 2:36
2. "Better the Devil You Know" (Extended Mix) - 4:20
3. "Not What I Call Love" - 4:08

7" Single
1. "Better the Devil You Know" - 2:36
2. "Not What I Call Love" - 4:08

12" Single
1. "Better the Devil You Know" (Extended Mix) - 4:20
2. "Not What I Call Love" - 4:08